# Raphaël Quaranta
Pour les articles homonymes, voir Quaranta.
Raphaël Quaranta est un footballeur belge devenu entraîneur, né le 29 décembre 1957 à Lanaye (Belgique).
Ancien Milieu de terrain du RFC Liège et du Royal Antwerp FC, il a ensuite joué comme défenseur au Standard de Liège en 1992-1993. Il terminera sa carrière de joueur dans l'équipe qui l'a lancé dans le football professionnel, le RFC de Liège. Il rejouera avec ce club en division 1 avant de connaître la double rétrogradation (administrative et sportive) en fin de saison 1994-95, de jouer la saison du titre en division 3 (1995-96) et la première saison en division 2 (1996-97). Il entamera la saison suivante, se verra mis sur la touche comme joueur, avant de revenir quelques semaines plus tard comme entraîneur, après le limogeage de Zvonko Varga.
En 1989, c'est lui qui marqua le dernier but de l'Antwerp dans son mythique match de Coupe de l'UEFA contre le Vitosha Sofia, pour gagner finalement 4-3 et qualifier le club.
Il entraîne l'équipe première du RFC Liège de 2005 à 2010. En novembre 2011, il est nommé entraineur du RCS Verviers. À la suite des mauvais résultats du club, il est remercié le 25 octobre 2012.

## Palmarès
- Vice-Champion de Belgique en 1993 avec le Standard de Liège
- Vainqueur de la Coupe de la Ligue Pro en 1986 avec le RFC Liège
- Finaliste de la Coupe de Belgique en 1987 avec le RFC Liège